# Eugeni I de Toledo
Eugeni I de Toledo fou bisbe metropolità de Toledo fins a la seva mort el 646 durant el VII Concili de Toledo. El va succeir Eugeni II de Toledo (Sant Eugeni de Toledo), per decisió del rei.
Arran de la creació de la figura inexistent d'un Sant Eugeni que es creia que havia estat bisbe de Toledo al segle i, a partir del segle xi, la numeració dels bisbes va canviar: Eugeni I va passar a ser conegut com a Eugeni II, i Eugeni II com a Eugeni III. Per això, segons la font consultada, el número trobat pot variar.